# Denis François Moreau de Mersan
Denis François Moreau de Mersan (20 octobre 1767 - 20 janvier 1818) est un publiciste et homme politique français de la période révolutionnaire, haut fonctionnaire sous l'Empire.

## Biographie
Né à Paris en 1767, fils d’un procureur au Parlement de Paris, il est nommé en 1790 procureur-syndic du Loiret.
Il fonde les Annales universelles et méthodiques et annonce début 1792 la parution d’un Almanach des trois ordres, ouvrage donnant les noms de ceux qui « fidèles à la religion, au roi et à l’honneur, n’ont accepté aucune place dans le nouveau régime » et auquel on peut souscrire pour la somme de six livres.
Pour l’éditeur, c’est avant tout une affaire commerciale, financée par l’argent des souscripteurs. « Souscriptions et demandes individuelles portent toutes la marque d’une confiance aveugle dans la victoire royaliste. Il y faut sans doute un certain courage, mais aussi une étonnante crédulité. Chacune de ces lettres pouvait en effet conduire les envoyeurs en prison. » Mais au mois d’août 1792, la police l’arrête et confisque ses papiers. L’Almanach ne verra jamais le jour.
On perd sa trace jusqu’en thermidor an II où il habite Orléans. Élu député du Loiret au conseil des Cinq-Cents en septembre 1795, il est exclu d'emblée du corps législatif pour avoir, de son propre aveu, signé une pétition contre la Convention en octobre 1795 ; mais, en mai 1797, le nouveau tiers des députés ayant donné la majorité à son parti, Mersan fut rappelé. Les aveux de l'officier Duverne de Presle à la Commission d'enquête en 1797, l’ayant présenté comme un royaliste bon teint, et même comme un agent des Bourbons, après la révolution du 18 fructidor an 5 (sept. 1797), il fut compris dans la loi de déportation, à laquelle cependant il réussit à se soustraire. Rappelé par Bonaparte après le 18 brumaire, il fut employé quelque temps au ministère de la guerre, puis nommé conseiller référendaire à la cour des comptes. Ce qu’il y a de sûr, c’est qu’en avril 1814 il fut un des premiers, parmi les habitants de Paris, à se déclarer pour la Restauration ; mais jusqu’à sa mort, il ne s’occupa plus que de littérature historique.
Il mourut subitement d’une attaque d’apoplexie le 20 janvier 1818. Il a été inhumé au cimetière du Père-Lachaise.

## Œuvres éditées
- Pensées de Nicole de Port-Royal, précédée d’une introduction et d’une notice sur sa personne et ses écrits, Paris, 1806 et 1811, in-48 ;
- Pensées de Balzac, précédées d’observations sur cet écrivain et sur le siècle où il a vécu, Paris, 1807, in-12.